# Brdarci
Brdarci – wieś w Słowenii, w gminie Črnomelj. W 2018 roku liczyła 36 mieszkańców.